# Människor i solen
Människor i solen (norska: Mennesker i solen) är en norsk komedifilm från 2011 i regi av Per-Olav Sørensen, med Ghita Nørby, Ingar Helge Gimle, Kjersti Holmen, Ane Dahl Torp och Jon Øigarden i rollerna. Den handlar om två norska par på semester i Sverige över midsommar, som på grund av sin självupptagenhet inte märker att jorden håller på att gå under. Filmen bygger på Jonas Gardells pjäs med samma namn.

## Medverkande
- Ghita Nørby som fru Sørensen
- Ingar Helge Gimle som Svein
- Kjersti Holmen som Siv
- Ane Dahl Torp som Ingrid
- Jon Øigarden som Stig

## Mottagande
Dagbladets Inger Merete Hobbelstad kallade filmen "en god idé i medelmåttigt utförande". Recensenten menade att personskildringarna var illa skrivna, platta och psykologiskt enkelspåriga. Hon berömde dock delar av skådespelarinsatserna och bildregin: "Det mesta av det fyndiga i komedin är visuellt, och regissören Per-Olav Sørensen klarar, hjälpt av fotografen John Christian Rosenlund, att skapa en lätt stiliserad, parodisk sommarvärld där havet är psykedeliskt blått och de självtillfredsställda ansiktena glänser av svett. Flera läckra bilder ovanifrån har en popkonstaktig, nästan poetisk komposition." Kristin Aalen på Stavanger Aftenblad gillade Ghita Nørbys insats, men ansåg att filmen var för övertydligt skriven: "här slås det för hårt med moralisk slägga".
Filmen sålde 11 613 biobiljetter i Norge.